# Сан-Антонио (Чили)
Сан-Антонио (исп. San Antonio) — город в Чили. Административный центр одноимённой коммуны и провинции Сан-Антонио. Население города — 83 435 человек (2002). Город и коммуна входит в состав области Вальпараисо.
Территория — 405 км². Численность населения — 91 350 жителей (2017). Плотность населения — 225,6 чел./км².

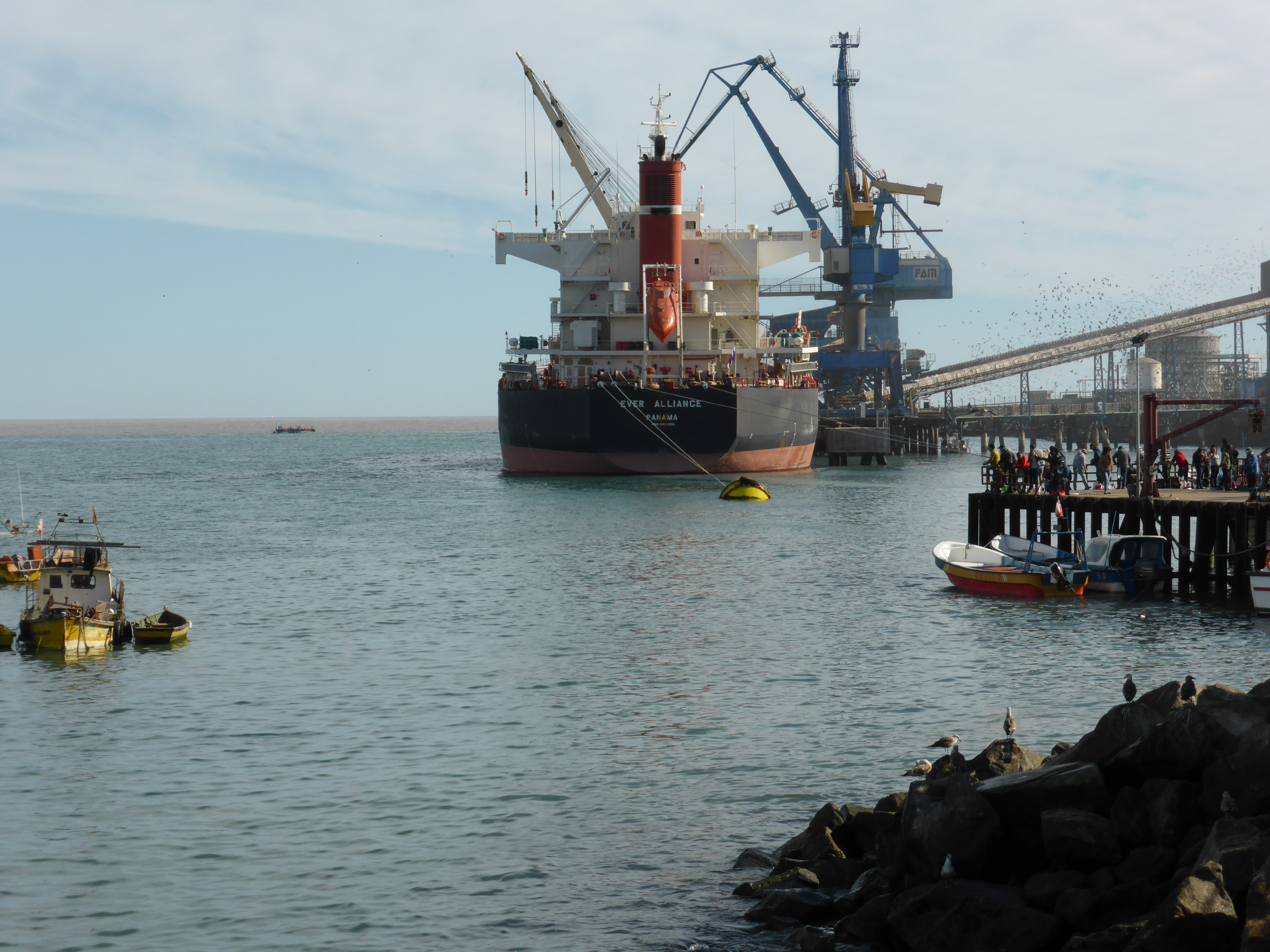
В порту Сан-Антонио

## Расположение
Город расположен в 62 км на юг от административного центра области города Вальпараисо.
Коммуна граничит:
- на севере — с коммуной Картахена
- на востоке — с коммуной Мелипилья
- на юге — с коммуной Сан-Педро
- на юго-западе — с коммуной Санто-Доминго

На западе находится побережье Тихого океана.

## Демография
Согласно сведениям, собранным в ходе переписи 2017 г.  Национальным институтом статистики (INE),  население коммуны составляет:
| Полное население                          | Полное население                          | Полное население                          | Полное население                          | Полное население                          | 91 350 |
| ----------------------------------------- | ----------------------------------------- | ----------------------------------------- | ----------------------------------------- | ----------------------------------------- | ------ |
| в том числе:                              | Городское население                       | 86 569                                    | Процент городского населения, %           | 94,77                                     |        |
|                                           | Сельское население                        | 4 781                                     | Процент сельского населения, %            | 5,23                                      |        |
|                                           | Мужское население                         | 44 713                                    | Процент мужского населения, %             | 48,95                                     |        |
|                                           | Женское население                         | 46 637                                    | Процент женского населения, %             | 51,05                                     |        |
| Плотность населения, чел/км²              | Плотность населения, чел/км²              | Плотность населения, чел/км²              | Плотность населения, чел/км²              | Плотность населения, чел/км²              | 225,6  |
| Население коммуны в % к населению области | Население коммуны в % к населению области | Население коммуны в % к населению области | Население коммуны в % к населению области | Население коммуны в % к населению области | 5,03   |

| Динамика изменения населения коммуны | Динамика изменения населения коммуны | Динамика изменения населения коммуны | Динамика изменения населения коммуны |
| ------------------------------------ | ------------------------------------ | ------------------------------------ | ------------------------------------ |
| 1992                                 | 2002                                 | 2012                                 | 2017                                 |
| 78 158                               | 87 205▲                              | 87 772▲                              | 91 350▲                              |

## Важнейшие населенные пункты[4]
| № | Населённый пункт | Населённый пункт (исп.) | Категория | Население чел. (2002) | На карте                        |
| - | ---------------- | ----------------------- | --------- | --------------------- | ------------------------------- |
| 1 | Сан-Антонио      | San Antonio             | город     | 83435                 | 33°34′51″ ю. ш. 71°36′48″ з. д. |
| 2 | Кункумен         | Cuncumén                | посёлок   | 509                   | 33°44′07″ ю. ш. 71°25′25″ з. д. |
| 3 | Лейда            | Leyda                   | посёлок   | 477                   | 33°36′43″ ю. ш. 71°27′09″ з. д. |
| 4 | Мальвилья        | Malvilla                | посёлок   | 119                   | 33°35′14″ ю. ш. 71°31′37″ з. д. |
| 5 | Эль-Асило        | El Asilo                | посёлок   | 85                    | 33°45′09″ ю. ш. 71°21′55″ з. д. |
| 6 | Ла-Флореста      | La Floresta             | посёлок   | 73                    | 33°46′30″ ю. ш. 71°25′32″ з. д. |